# Open Letter to a Friend
Open Letter To A Friend è il sesto album della band tedesca H-Blockx, pubblicato nel 2007.

## Tracce
1. Cliche - 3:40
2. Here I Go Again - 3:54
3. Countdown To Insanity - 3:50
4. I Don't Want You To Like Me - 3:46
5. Yesterday - 3:08
6. Leaving - 3:59
7. Selfconversation - 4:06
8. Stay - 3:29
9. Ordinary Man - 4:33
10. ...And I Wonder - 3:51
11. Bring It On - 3:05
12. Open Letter To A Friend - 4:01

## Formazione
- Henning Wehland - voce
- Stephan Hinz - basso
- Fabio Trentini - basso
- Tim Tenambergen - chitarra
- Steffen Wilmking - batteria

### Altri musicisti
- Jan Löchel - cori
- Burkhard Fincke - tastiere, mellotron
- Melanie Petcu - voce lirica (nel brano "Selfconversation")